# カナダ海軍

海軍用軍艦旗

カナダ海軍（カナダかいぐん　英語: Royal Canadian Navy, RCN　フランス語: Marine Royale Canadienne, MRC）は、カナダが保有する海上兵力。

## 概要
カナダは、太平洋、大西洋、北極海に面しており、カナダ海軍は海上防衛兵力として艦艇を保有・運用している。太平洋及び大西洋が活動の中心であるが、北大西洋条約機構等の活動に参加するほか、北極海の海氷の縮小に伴い、その方面へのプレゼンスも重視してきている。
名称は、変遷しており、1968年の統合軍化以前の正式名称は、王室カナダ海軍（Royal Canadian Navy & 仏Marine royale du Canada）であった。1968年に陸海空の三軍を統合して「カナダ軍（またはカナダ統合軍）」のカナダ統合軍海上部隊(Canadian Forces Maritime Command, MARCOM)へと改編された。しかし、2011年8月16日には、Royal Canadian Navyへと名称が戻されている。
イギリス海軍（王室海軍）と密接な結びつきがあり、イギリス海軍の退役艦を受領して運用する例もある。運用している艦の名前にはHMCS (Her (His) Majesty's Canadian Ship) をつけて呼称する、固定翼哨戒機の運用は空軍に任せるなどイギリス海軍の影響が大きい。
軍の規模は小さく、戦艦や航空母艦を使用する大規模な海戦は経験していないが、第二次世界大戦においてはイギリス海軍と共にフラワー級コルベットを運用してUボートによる通商破壊に対抗した他、航空部隊がイギリス海軍の空母で活動した。

## 歴史
カナダ海軍は、1910年に王立海軍内に設立されたカナダ海軍部隊(Naval Service of Canada)を前身とする。1968年2月1日に陸海空三軍が統合軍化した時にカナダ統合軍海上部隊として改編された。
1970年まではマジェスティック級航空母艦のボナベンチャーを運用していたが、それ以降は航空母艦を保有せず、洋上固定翼機戦力は運用していない。なお、航空部隊は1975年にカナダ空軍に移管させている。
1980年代からは、艦隊の主力としてハリファックス級フリゲートを配備してきている。湾岸戦争の際には、ペルシア湾に艦艇を派遣し、対テロ戦争においてもアラビア海に艦艇を派遣している。

## 組織
- 太平洋海上軍（Maritime Forces Pacific, MARPAC）：ブリティッシュコロンビア州 エスカイモルト
- 大西洋海上軍（Maritime Forces Atlantic，MARLANT）：ノバスコシア州 ハリファックス
- 海軍予備本部（NAVRESHQ）：ケベック州 ケベック・シティー

## 階級
士官
| NATO階級符号 | 候補生                 | OF-1                       | OF-1                | OF-2            | OF-3                      | OF-4           | OF-5         | OF-6           | OF-7              | OF-8              | OF-9         |
| ------------ | ---------------------- | -------------------------- | ------------------- | --------------- | ------------------------- | -------------- | ------------ | -------------- | ----------------- | ----------------- | ------------ |
| 階級章       |                        |                            |                     |                 |                           |                |              |                |                   |                   |              |
| 名称         | 士官候補生 Naval Cadet | 少尉 Acting Sub Lieutenant | 中尉 Sub Lieutenant | 大尉 Lieutenant | 少佐 Lieutenant Commander | 中佐 Commander | 大佐 Captain | 准将 Commodore | 少将 Rear Admiral | 中将 Vice Admiral | 大将 Admiral |
| 略称         | NCdt                   | ASLt                       | SLt                 | Lt(N)           | LCdr                      | Cdr            | Capt(N)      | Cmdre          | RAdm              | VAdm              | Adm          |
|              |                        |                            |                     |                 |                           |                |              |                |                   |                   |              |
|              |                        |                            |                     |                 |                           |                |              |                |                   |                   |              |

下士官
| NATO階級符号 | OR-2                   | OR-3               | OR-4                  | OR-5                     | OR-6                             | OR-7                             | OR-8                                   | OR-9                                   |  |
| ------------ | ---------------------- | ------------------ | --------------------- | ------------------------ | -------------------------------- | -------------------------------- | -------------------------------------- | -------------------------------------- |  |
| 階級章       |                        |                    |                       |                          |                                  |                                  |                                        |                                        |  |
| 名称         | 一等兵 Ordinary Seaman | 上等兵 Able Seaman | 水兵長 Leading Seaman | 上級水兵長 Master Seaman | 二等兵曹 Petty Officer 2nd Class | 一等兵曹 Petty Officer 1st Class | 二等曹長 Chief Petty Officer 2nd Class | 一等曹長 Chief Petty Officer 1st Class |  |
| 略称         | OS                     | AB                 | LS                    | MS                       | PO2                              | PO1                              | CPO2                                   | CPO1                                   |  |

## 装備

### 艦艇
2011年6月現在。『Jane's Fighting Ships 2011-2012』より。
過去に就役した艦艇については「カナダ海軍艦艇一覧」を参照。
通常動力型潜水艦
- ヴィクトリア級（旧英海軍「アップホルダー級」）×4隻

ヴィクトリア（876 Victoria） - 2000年再就役
ウィンザー（877 Windsor） - 2003年再就役
コーナーブルック（878 Corner Brook） - 2003年再就役
シクティミ（879 Chicoutimi） - 2004年再就役
フリゲート
- ハリファックス級×12隻

ハリファックス（330 Halifax） - 1992年
バンクーバー（331 Vancouver） - 1993年
ヴィル・ド・ケベック（332 Ville de Québec） - 1994年
トロント（333 Toronto） - 1993年
レジャイナ（334 Regina） - 1994年
カルガリー（335 Calgary） - 1995年
モントリオール（336 Montréal） - 1994年
フレデリクトン（337 Fredericton） - 1994年
ウィニペグ（338 Winnipeg） - 1995年
シャーロットタウン（339 Charlottetown） - 1995年
セントジョンズ（340 St. John's） - 1996年
オタワ（341 Ottawa） - 1996年
掃海艦
- キングストン級×12隻

キングストン（700 Kingston） - 1996年
グレースベイ（701 Glace Bay） - 1996年
ナナイモ（702 Nanaimo） - 1997年
エドモントン（703 Edmonton） - 1997年
ショーウィニガン（704 Shawinigan） - 1997年
ホワイトホース（705 Whitehorse） - 1998年
イエローナイフ（706 Yellowknife） - 1998年
グースベイ（707 Goose Bay） - 1998年
モンクトン（708 Moncton） - 1998年
サスカトゥーン（709 Saskatoon） - 1998年
ブランドン（710 Brandon） - 1999年
サマーサイド（711 Summerside） - 1999年
海洋観測艦
- クエスト（AGOR172 Quest） - 1969年

練習艇
- オルカ級×8隻

オルカ（55 Orca）、レイヴン（56 Raven）、カリブー（57 Caribou）、ルナール（58 Renard）、ウルフ（59 Wolf）、グリズリー（60 Grizzly）、クーガー（61 Cougar）、ムース（62 Moose）
練習帆船
- オリオール（YAC3 Oriole） - 1921年

補給艦
- クイーンストン級支援艦（英語版） - 計画中

魚雷揚収船
- シーシェルト級×4隻

シーシェルト（YDT610 Sechelt） - 1990年
シカニ（YPT611 Sikanni） - 1990年
スーク（YDT612 Sooke） - 1990年
スティキーン（YPT613 Stikine） - 1990年
水中作業母船
- グランビー級×2隻

YDT11、グランビー（YDT12 Granby）
水中作業母艇
- 各型×6隻

フォーチュン（Fortune）、アバロン（Abalone）、レゾリュート（Resolute）、ダンジネス（Dungeness）、トネール（Tonnerre）、スカルピン（Sculpin）
近海曳船
- 各型×11

グレンダイン（YTB640 Glendyne）、グレンデール（YTB641 Glendale）、グレンネヴィス（YTB642 Glenevis）、グレンブルック（YTB643 Glenbrook）、グレンサイド（YTB644 Glenside）、ローランスヴィル（YTL590 Lawrenceville）、パークスヴィル（YTL591 Parksville）、リスターヴィル（YTL592 Listerville）、ネリックヴィル（YTL593 Nerrickville）、グランヴィル（YTL594 Granville）、ティリカム（YTM555 Tillicum）
- ファイヤー級×2隻

ファイヤーバード（YTR561 Firebird）、ファイヤーブランド（YTR562 Firebrand）

### 航空機
2011年6月現在。『Jane's Fighting Ships 2011-2012』より。
固定翼機
- ロッキード CP-140 オーロラ/CP-140A アークツゥルス　哨戒・監視機 × 18機：海洋哨戒機。カナダ空軍が配備・運用している。

回転翼機
- シコルスキー CH-124A/B シー・キング対潜ヘリコプター × 22機 / 5機

## 旗
国籍旗（艦首旗）は、かつてはブルー・エンサインを基にしたものを使用していたが、1965年からは、カナダの国旗のカエデ模様を基調としたホワイト・エンサインに変更された。これは、2013年に国籍旗と軍艦旗を入れ替えている。

海軍委員会の旗
軍艦旗
軍艦旗（補助艦隊）
大将旗・中将旗（階級旗）
少将旗
准将旗